# Перелік паразитарних хвороб людини
|  | Службовий список статей, створений для координації робіт з розвитку теми. Це попередження не встановлюється на інформаційні списки і глосарії. |

## Протозоози[1]
- Малярія
- Токсоплазмоз
- Балантидіаз
- Амебіаз
- Діентамебіаз
- Лейшманіози:

- Шкірний лейшманіоз:

- Антропонозний шкірний лейшманіоз
- Зоонозний шкірний лейшманіоз

- Вісцеральний лейшманіоз:

- Середиземноморський вісцеральний лейшманіоз
- Американський шкірно-слизовий лейшманіоз
- Індійський кала-азар

- Трипаносомози:

- Африканський трипаносомоз або сонна хвороба
- Американський трипаносомоз або хвороба Шагаса

- Лямбліоз
- Трихомоноз
- Бабезіоз
- Саркоцистоз
- Криптоспоридіоз
- Гранульоматозний амебний енцефаліт (акантоамебіаз)
- Первинний амебний менінгоенцефаліт (негреліаз)
- Циклоспороз

## Хвороби, які спричинюють первиннороті черви/черв'яки

### Гельмінтози[2]

#### Нематодози[3]
- Аскаридоз
- Токсокароз
- Ентеробіоз
- Анкілостомідози:

- Некатороз,
- Анкілостомоз

- Стронгілоїдоз
- Трихостронгілоїдоз
- Дракункульоз
- Філяріїдози:

- лімфатичні:

- Вухереріоз
- Бругіоз

- підшкірні:

- Лоаоз
- Підшкірний мансонельоз або стрептоцеркоз
- Онхоцеркоз

- серозні:

- Серозні мансонельози (інвазії, які спричинюють Mansonella perstans та Mansonella ozzardi)

- Дирофіляріоз
- Трихоцефальоз
- Трихінельоз
- Анізакідоз
- Телазіоз
- Гонгілонематоз
- Сінгамоз
- Метастронгільоз
- Гнатостомоз
- Капіляріоз

#### Цестодози[4]
- Дифілоботріоз
- Теніази (Теніїдози):

- Теніоз та Цистицеркоз
- Теніаринхоз

- Ехінококоз
- Альвеококоз
- Гіменолепідози:

- Гіменолепідоз карликовий
- Гіменолепідоз пацюковий

- Дипілідіоз
- Ценуроз
- Спарганоз

#### Трематодози[5]
- Опісторхоз
- Клонорхоз
- Фасціольоз
- Фасціолопсидоз
- Гетерофіоз
- Метагонімоз
- Нанофієтоз
- Парагонімоз
- Троглотрематодоз
- Дікроцеліоз
- Шистосомози:

- якій спричинює Schistosoma haematobium (сечостатевий шистосомоз)
- якій спричинює S. mansoni (кишковий шистосомоз)
- якій спричинює S. japonicum (японський шистосомоз)
- дерматит, який спричинюють церкарії (ще називають «дерматит, який спричинюють пташині шистосоми»)
- якій спричинюють S. intercalatum, S. guineansis, S. mekongi, а також деякі тваринні шистосоми

#### Акантоцефальози[6]
- Коріносомоз
- Моніліформоз
- Макроканторинхоз

#### Хвороби, які спричинюють кільчасті черв'яки
- Гірудиноз

## Інфестації[8]

### Ентомози[9]

#### Акарози[10]
- Короста та зоосаркоптози
- Демодекоз
- Тромбідіаз
- Іксодидози
- Аргазидози
- Кліщові алергії

#### Дерматофіліази[11]
- Пулікоз
- Саркопсильоз
- Ксенопсильоз
- Ктеноцефальоз
- Носопсильоз
- Цератофільоз

#### Педикульоз[12]
- Головний
- Платтяний
- Лобковий (фтіріаз)
- Змішаний

#### Хеміптерози[13]
- Укуси постільних клопів
- Укуси тріатомових клопів

#### Арахнози[14]
- Укуси отруйних павуків
- Укуси скорпіонів
- Укуси фаланг/сольпуг

#### Лінгватулідози[15]
- Лінгватульоз
- Пороцефальоз
- Армілліферіоз
- Дерматит, який спричинюють ракоподібні роду Sebakia

#### Міріаподіази[16]
- Міріаподіаз, який спричинюють сколопендри
- Міріаподіаз, який спричинює звичайна мухоловка
- Міріаподіаз, який спричинюють кістянки
- Міріаподіаз, який спричинюють губоногі багатоніжки (світлянки)

#### Диптерози[17]

##### Міаз/личинкові диптерози[18]
- Кишковий міаз
- Сечостатевий міаз
- Анальний міаз
- Офтальмоміаз
- Оральний міаз
- Назальний міаз
- Отоміаз
- Шкірний міаз
- Вольфартіаз
- Гастрофільоз
- Гіподерматоз
- Дерматобіоз
- Корділобіоз
- Аухмероміаз
- Луціліоз
- Сколеціаз
- Хрізоміаз

##### Імагінальні диптерози[19]
- Укуси комарів
- Укуси москітів, включаючи флеботодермію
- Укуси мокреців
- Укуси ґедзів (табанідоз)
- Укуси мошок
- Мускідоз (укуси мух)
- Тисаноптерний дерматит

#### Кантаріаз[20]
- Колеоптерози
- Скарабіаз

### Ураження через укуси і жаління перетинчастокрилих комах (гіменоптерізм)
- Укуси бджіл
- Укуси ос
- Укуси шершнів
- Укуси джмелів
- Укуси мурах
- Ізоптеріаз (ураження термітами)